# Marie-Françoise Plissart
Marie-Françoise Plissart (Brussel, 13 juli 1954) is een Belgisch fotografe en cineaste.
Ze heeft veel films, boeken en tentoonstellingen gemaakt samen met schrijver en scenarist Benoît Peeters.
Zij is auteur van een reeks albums met als doel het genre van de fotoroman grondig te vernieuwen. Misschien zou het juister zijn om deze werken fotografische vertellingen te noemen, zo ver staan ze in thematiek en stijl van de traditionele fotoroman.

## Bekendste werken
Onder haar werken kunnen we noemen:
- Fuga's (in samenwerking met Benoît Peeters), éditions de Minuit, 1983
- Droit de regards (met een lezing van Jacques Derrida), éditions de Minuit, 1985; nieuwe editie: Les Impressions Nouvelles, 2010
- Praag (in samenwerking met Benoît Peeters), Autrement, 1985
- Le mauvais œil (in samenwerking met Benoît Peeters), éditions de Minuit, 1986
- Aujourd'hui, éditions Arboris, 1993
- Brussel, horizon verticaal, éditions Prisme, 1998
- Kinshasa, récits de la ville invisible, La Renaissance du Livre/Luc Pire, 2005
- Mons (in samenwerking met Caroline Lamarche), Les Impressions Nouvelles, 2009.

De foto's van Marie-Françoise Plissart werden vele malen tentoongesteld. Haar werk over Kinshasa leverde haar de Gouden Leeuw op tijdens de Architectuurbiënnale van Venetië in 2004. Een retrospectieve tentoonstelling, "Een wereld zonder einde", werd in 2008 aan haar gewijd in het Antwerpse Museum voor Fotografie. Zij is ook de regisseur van verschillende video's die op Arte werden uitgezonden, "L'Occupation des sols" en "Atomium in/out". Ze is ook bekend als architectuurfotograaf.

## Filmographie
- 2000: L'Occupation des sols, korte film van 26 minuten geproduceerd door MDW Productions, RTBF en Arte
- 2003: L'avenir nous donnera raison, korte film van 5 minuten geproduceerd door Michel de Wouters
- 2006: Atomium, in/out, korte film van 25 minuten, gecoproduceerd door MDW Productions en de RTBF, over de renovatie van het Atomium

## Persoonlijke tentoonstellingen
- Droit de regards: Vienne (Musée d'Art Moderne, december 1985), Toulouse (Ombres blanches, maart 1986), Berlijn (Litteraturhaus, oktober 1986), La Haye (Centre culturel français, januari 1987), Amsterdam (Maison Descartes, maart 1987)
- À la recherche du roman-photo : Bruxelles (Palais des Beaux-Arts, juin-juillet 1987), Rotterdam (galerie Perspektief, september 1987), Liège (les Chiroux, januari 1989), Genève (Saint-Gervais, november 1989)
- Aujourd’hui, Charleroi: Charleroi, Musée de la Photographie, oktober 1993)
- Bruxelles brûle-t-il ?: Brussel (KunstenFESTIVALdesArts, Beursschouwburg, mei 1994)
- Martini, Martini, Bxl, Beursschouwburg: Brussel (KunstenFESTIVALdesArts, mei 1996)
- Photo narrative: Eastern Michigan University (Art department, november 1996)
- Brussel’s architecture: Osaka (International House, oktober 1997)
- Bruxelles, Horizon vertical: Brussel (Le Botanique, januari 1999)
- Kinshasa, the imaginary city: Venetië (Architectuurbiënnale, september 2004), Brussel (Bozar, juni-september 2005), Johannesburg (juni 2006)
- A World without end, persoonlijk retrospectief, Fotomuseum Antwerpen (2008).

## Collectieve tentoonstellingen
- Jacques Dupuis, l'architecte: Le Grand Hornu (februari 2000), Antwerpen (De Singel, september 2000)
- Vacant City: Brussel (oktober 2000)
- Short stories: Antwerpen (musée de la photographie, maart 2004)
- Le transsibérien: Brussel (Musée du Cinquantenaire, september 2005)
- Atomium, 9’: Brussel (installation pour la réouverture de l'Atomium, februari 2006)
- La trace: Brussel (La Cambre, februari 2006), avec Sammy Baloji

## Andere werken
- Participation in Under Sieges, Vier Afrikaanse steden, Freetown, Johannesburg, Kinshasa, Lagos, Documenta 11, Platform 4, februari 2003.
- Scenografie van Er zit iets op het papier, oktober 2003, met Dito Dito, Mieke Verdun en Iris van Cauwenberg, Brussel, Beursschouwburg.
- Docent aan het Atelier de photographie de La Cambre van 2000 tot 2003.
- Deelname aan het boek Terug uit Utopia, De uitdaging van de moderne beweging, 010 Publishers, 2002.
- Medewerking aan de albums van François Schuiten en Benoît Peeters L'Écho des Cités (Casterman), L'Enfant penchée (Casterman, 1996), Voyages en Utopie (Casterman, november 2000), La maison Autrique (Les impressions nouvelles, 2006.
- Samenwerking met Jacques Dupuis, de architect, met Maurizio Cohen en Jan Thomaes, uitgeverij La lettre Volée.

- Bibliothèque nationale de France: cb11920055j (data)
- CiNii: DA02646928
- Digitale Bibliotheek voor de Nederlandse Letteren: plis001
- Gemeinsame Normdatei: 120360659
- International Standard Name Identifier: 0000 0001 0924 3410
- Library of Congress Control Number: n83131368
- Nationale Bibliotheek van Tsjechië: xx0205276
- Nationale Bibliotheek van Israël: 987007388716005171
- Nederlandse Thesaurus van Auteursnamen: 071107681
- PIC: 314867
- RKD-Nederlands Instituut voor Kunstgeschiedenis: 93734
- Système universitaire de documentation: 027076520
- Union List of Artist Names: 500347360
- Virtual International Authority File: 91705342
- WorldCat: E39PBJc7WmyvDKt8XwyW93tFrq